# Spoorlijn Achern - Ottenhöfen
De spoorlijn Achern - Ottenhöfen ook wel Achertalbahn genoemd is een Duitse spoorlijn als spoorlijn 9426 onder beheer van Südwestdeutsche Verkehrs AG.

## Geschiedenis

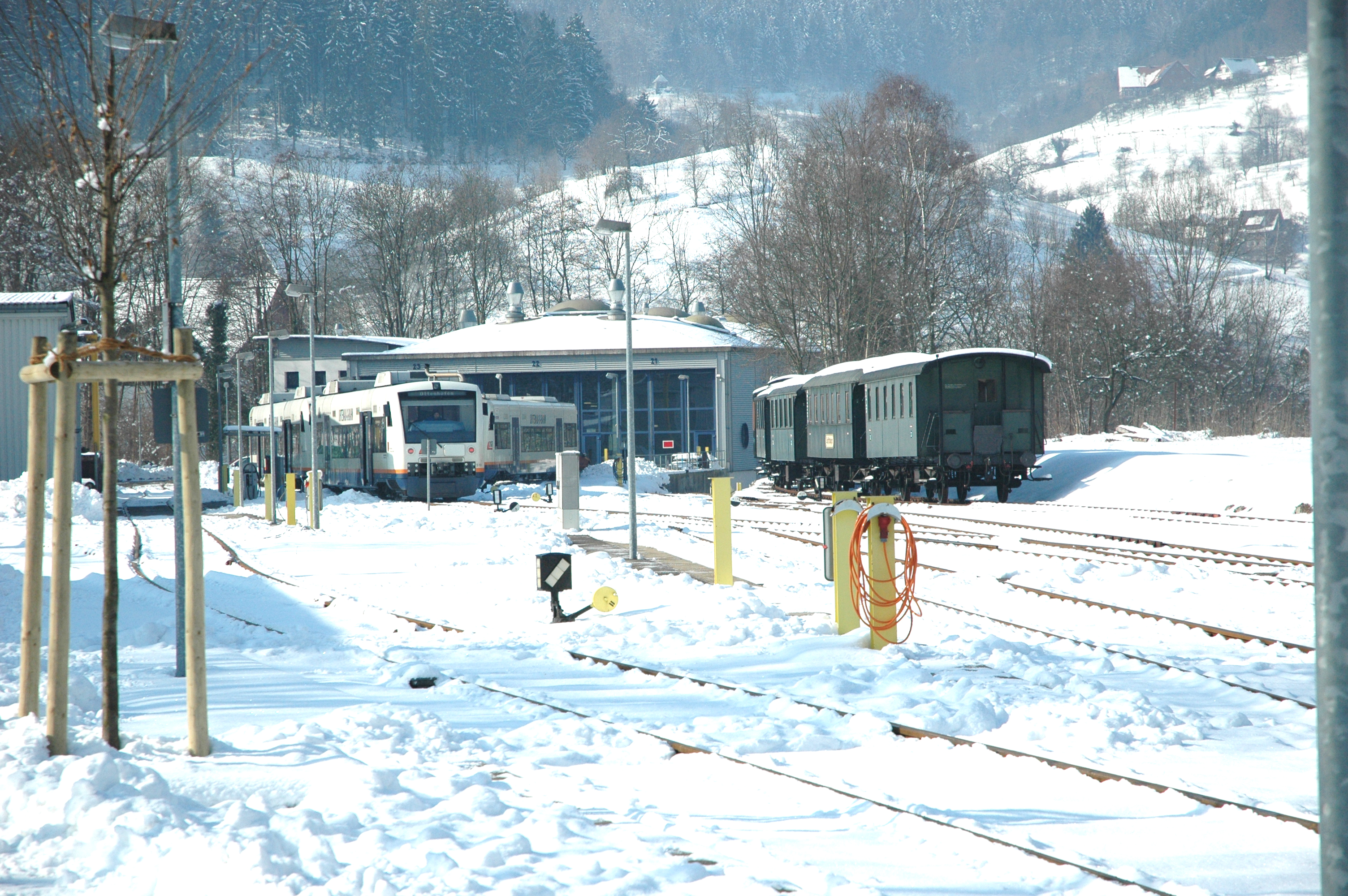
SWEG werkplaats te Ottenhöfen.

In de 1889 werden plannen ontwikkeld voor de aanleg van een smalspoorlijn tussen Achern en Ottenhöfen im Schwarzwald. Deze plannen kwamen niet tot uitvoering. In 1894 werd een spoorweg commissie samengesteld voor de aanleg van een normaalspoorlijn. In het midden van 1895 werd begonnen met de werkzaamheden.
Het traject werd op 1 september 1898 geopend.
Op 1 april 1917 werd de bedrijfsvoering overgenomen door de Deutschen Eisenbahn-Betriebsgesellschaft (DEBG). Na de ontbinding van de DEBG werd de bedrijfsvoering door de Südwestdeutsche Verkehrs AG (SWEG) voortgezet.

## Treindiensten
Het personenvervoer wordt door de SWEG uitgevoerd met treinstellen van het type NE 81. In de werkplaats te Ottenhöfen worden de Ortenau-S-Bahn treinstellen van het type Stadler Regio-Shuttle RS1 onderhouden.

## Aansluitingen
In de volgende plaatsen was of is er een aansluiting van de volgende spoorwegmaatschappijen:

### Achern
- Rheintalbahn spoorlijn tussen Mannheim Hbf en Basel Bad.bf
- Albtal-Verkehrs-Gesellschaft diverse trajecten rond Karlsruhe